# Liste der Vereine (Rollstuhltanz)
Auflistung von Vereinen und Einrichtungen im deutschsprachigen Raum, wo Rollstuhltanz erlernt bzw. ausgeübt werden kann (bei jenen ohne eigenen Artikel wird auf deren Website hingewiesen werden- soweit vorhanden).

## Deutschland

### Deutschland (Norden)

#### Berlin
| Gruppe                          | Bemerkungen | online | Stadtteil          |
| ------------------------------- | ----------- | ------ | ------------------ |
| Hochschulsport, FU Berlin       |             |        |                    |
| MIT-MENSCH e.V. – Rollstuhltanz |             |        | Berlin-Lichtenberg |

#### Brandenburg
| Gruppe                   | Bemerkungen | online | Ort(e)      |
| ------------------------ | ----------- | ------ | ----------- |
| Bad Belziger Rollitänzer |             |        | Bad Belzig  |
| BSW Oberhavel e.V.       |             |        | Hennigsdorf |
| SC Potsdam               |             |        | Potsdam     |

#### Bremen und Hamburg
| Gruppe                                  | Bemerkungen              | online | Ort(e)                 |
| --------------------------------------- | ------------------------ | ------ | ---------------------- |
| TanzCentrum Gold und Silber Bremen e.V. | Paartanz (Duo und Kombi) | HP     | Bremen, Ortsteil Walle |
| TSG Bergedorf v. 1860 e.V.              |                          |        | Hamburg-Bergedorf      |
| (Tanz-)Club Saltatio Hamburg e.V.       | Paartanz (Duo und Kombi) | HP     | Hamburg-Rahlstedt      |
| Tanzschule Ring 3                       | Paartanz                 |        | Hamburg Poppenbüttel   |

#### Niedersachsen
| Gruppe                                                                                            | Bemerkungen                                                    | online                                                        | Ort(e)                |
| ------------------------------------------------------------------------------------------------- | -------------------------------------------------------------- | ------------------------------------------------------------- | --------------------- |
| Tanz-Sport-Club in Hannover e.V                                                                   |                                                                | HP                                                            | Hannover              |
| TKH Turn-Klubb zu Hannover: "Hips'n Wheels" - Inklusive Equality Latein Formation - Rollstuhltanz | Show Dance Gruppe: Paartanz Kombi, Duo und Tänzer:innen zu Fuß | https://www.turn-klubb.de/tkh-sport/tkh-sport-von-a-z/tanzen/ | Hannover              |
| VfL Hannover von 1848 e.V.                                                                        |                                                                |                                                               | Hannover              |
| Dancing Wheels Hannover (Square Dance)                                                            |                                                                |                                                               | Hannover              |
| Aktion Stefanie e.V. Oldenburg                                                                    |                                                                |                                                               | Oldenburg             |
| RolligOld von SegOld e.V.                                                                         | Paartanz (Duo und Kombi)                                       | HP                                                            | Oldenburg             |
| Süderneulander SV e.V.                                                                            |                                                                | HP                                                            | Norden (Ostfriesland) |

#### Mecklenburg-Vorpommern
| Gruppe                                               | Bemerkungen  | online | Ort(e)         |
| ---------------------------------------------------- | ------------ | ------ | -------------- |
| Rollstuhltanzgruppe Neubrandenburg                   |              | HP     | Neubrandenburg |
| Tanzsportcentrum (TSC) Schwerin                      |              |        | Schwerin       |
| BSG Salzhaff Rerik e.V.                              |              | HP     | Kühlungsborn   |
| Parchimer Tanzteufel beim SV Einheit 46 Parchim e.V. |              |        | Parchim        |
| Greifswalder Sportgemeinschaft 01 e.V.               | www.gsg01.de |        | Greifswald     |

#### Nordrhein-Westfalen
| Gruppe                                 | Bemerkungen | online | Ort(e)                                                            |
| -------------------------------------- | ----------- | ------ | ----------------------------------------------------------------- |
| TSC Schwarz-Gelb Aachen                |             |        | Aachen                                                            |
| RollstuhlTanzZentrum Bonn im GHH       |             | HP     | Bonn, Düsseldorf, Gelsenkirchen, Iserlohn, Remscheid, Volmarstein |
| RBG Dortmund 51 e.V.                   |             | HP     | Dortmund                                                          |
| Märkische Turngemeinde Horst 1881 e.V. |             |        | Essen-Horst                                                       |
| Tanzmoto Dance Company                 |             | HP     | Essen-Kettwig                                                     |
| BSG Gütersloh                          |             | HP     | Gütersloh                                                         |
| TC Seidenstadt Krefeld                 |             |        | Krefeld                                                           |
| Tanzsportclub Ibbenbüren e.V.          |             |        | Ibbenbüren                                                        |
| RSC Köln e.V                           |             | HP     | Köln                                                              |
| Die Residenz Münster e.V.              |             |        | Münster                                                           |
| Paderborner Ahorn Panther              |             | HP     | Paderborn                                                         |
| Universität Paderborn                  |             |        | Paderborn                                                         |
| TSC Olsberg e.V.                       |             | HP     | Olsberg                                                           |
| Roll and Dance des BSK Oberberg e.V.   |             |        | Wiehl                                                             |
| Tanzsportverein Viersen e.V.           |             |        | Viersen                                                           |
| TSG Leverkusen e.V.                    |             | HP     | Leverkusen                                                        |
| RHTC Rheine von 1901 e.V.              |             | HP     | Rheine                                                            |

#### Sachsen-Anhalt
| Gruppe                                | Bemerkungen | online | Ort(e)            |
| ------------------------------------- | ----------- | ------ | ----------------- |
| Rollstuhltanzclub Bitterfeld          |             |        | Bitterfeld        |
| Tanzstudio Seifert                    |             | HP     | Bitterfeld-Wolfen |
| Wheels-in-Motion bei Taktgefuehl.e.V. |             | HP     | Halle             |

#### Schleswig-Holstein
| Gruppe                          | Bemerkungen | online | Ort(e)          |
| ------------------------------- | ----------- | ------ | --------------- |
| RSC (Rollstuhlsportclub) Husum  |             |        | Husum           |
| DRK-Kreisverband Steinburg e.V. |             | HP     | Kreis Steinburg |
| Tanzen in Kiel im PTSK e.V.     |             | HP     | Kiel            |

### Deutschland (Süden)

#### Baden-Württemberg
| Gruppe                                   | Bemerkungen                                       | online | Ort(e)             |
| ---------------------------------------- | ------------------------------------------------- | ------ | ------------------ |
| TanzSportClub TSC Astoria Karlsruhe e.V. | Trainerin: Andrea Naumann, deutsche Vizemeisterin | HP     | Karlsruhe Südstadt |
| TSC Rot-Gold Sinsheim                    |                                                   |        | Sinsheim           |
| 1. TC Ludwigsburg                        | Sylvia Scheerer                                   | HP     | Ludwigsburg        |
| SKV Ravensburg e.V.                      |                                                   | HP     | Weingarten         |
| Ring der Körperbehinderten e.V.          |                                                   | HP     | Freiburg i.Br.     |

#### Bayern
| Gruppe                                            | Bemerkungen | online | Ort(e)     |
| ------------------------------------------------- | ----------- | ------ | ---------- |
| Rollstuhltanzgruppe im RSV Bayreuth               |             |        | Bayreuth   |
| VKM e.V. Ingolstadt                               |             | HP     | Ingolstadt |
| Universitäts-Sportclub USC München                |             | HP     | München    |
| TSC Rot-Gold-Casino Nürnberg e.V.                 |             |        | Nürnberg   |
| Verein der Rollstuhlfahrer und ihrer Freunde e.V. |             | HP     | Würzburg   |
| VSG Germering                                     |             |        | Germering  |

#### Hessen
| Gruppe                                                     | Bemerkungen | online | Ort(e)            |
| ---------------------------------------------------------- | ----------- | ------ | ----------------- |
| Rollstuhl Sport Club Frankfurt e.V.                        |             |        | Frankfurt am Main |
| Rollstuhltänzer aus Frankfurt mit TC Blau-Orange Wiesbaden |             |        | Frankfurt am Main |
| BSG Kassel 1951 e.V.                                       |             | HP     | Kassel-Waldau     |
| TC Blau-Orange Wiesbaden                                   |             |        | Wiesbaden         |
| Rollstuhltanz-Gruppe Power Dance des ASBH                  |             | HP     | Darmstadt         |

#### Rheinland-Pfalz
| Gruppe                                         | Bemerkungen | online | Ort(e)             |
| ---------------------------------------------- | ----------- | ------ | ------------------ |
| Rollstuhl-Sportgemeinschaft (RSG) Koblenz e.V. |             |        | Koblenz            |
| 1.TGC Redoute Koblenz+ Neuwied e.V.            |             | HP     | Koblenz-Metternich |

#### Saarland
| Gruppe                                            | Bemerkungen | online | Ort(e)     |
| ------------------------------------------------- | ----------- | ------ | ---------- |
| Far West 95 Lautenbach Hillbilly Linedancer       |             |        | Lautenbach |
| Tanzsportclub Royal im Turnverein Völklingen 1878 |             | HP     | Völklingen |

#### Sachsen
| Gruppe                                    | Bemerkungen | online | Ort(e)            |
| ----------------------------------------- | ----------- | ------ | ----------------- |
| CVK e.V.                                  |             | HP     | Annaberg-Buchholz |
| Tanzsportclub Synchron Chemnitz e.V.      |             |        | Chemnitz          |
| BFV Ascota Chemnitz e.V.                  |             | HP     | Chemnitz          |
| Tanzclub Saxonia e.V. Dresden/Eureha e.V. |             |        | Dresden           |
| Rollstuhltanzkreis Modus vi Vendi         |             |        | Zwickau           |

#### Thüringen
| Gruppe             | Bemerkungen | online | Ort(e) |
| ------------------ | ----------- | ------ | ------ |
| SV Rotdorn e. V    |             |        | Erfurt |
| Tanzschule Paunack |             | HP     | Gera   |

## Österreich
| Gruppe                                                | Bemerkungen | online | Land           | Ort(e)     |
| ----------------------------------------------------- | ----------- | ------ | -------------- | ---------- |
| DSG Tanzhof Rollstuhltanz                             |             | HP     | Kärnten        | Klagenfurt |
| RSC heindl OÖ                                         |             | HP     | Oberösterreich | Linz       |
| Salzburger Rollstuhltanzsportverein WheelChairDancers |             | HP     | Salzburg       | Salzburg   |
| Rollstuhl Tanz Formation t-Roller                     |             | HP     | Tirol          | Innsbruck  |
| Rollstuhltanzsportverein Vienna Rolli-Dancedream      |             | HP     | Wien           | Wien       |

## Schweiz
| Gruppe                         | Bemerkungen | online | Kanton      | Ort(e)     |
| ------------------------------ | ----------- | ------ | ----------- | ---------- |
| Roll 'n' Go Dancers            |             | HP     | Basel-Stadt | Basel      |
| Rollstuhlclub Solothurn        |             |        | Solothurn   | Oensingen  |
| Schweizerische MS-Gesellschaft |             |        | Zürich      | Effretikon |